# ضغط أبهري
الضغط الأبهري المركزي (بالإنجليزية: Aortic Pressure)‏ هو ضغط الدم في جذر الشريان الأبهر. أظهرت أبحاث عديدة أهمية الضغط الأبهري في تقدير نجاعة خافضات ضغط الدم.

أظهرت الأبحاث أن طريقة قياس ضغط الدم التقليدية في الذراع تعطي تقدير مبالغ فيه لنجاعة أدوية مثل الأتينولول، بينما تعطي تقدير منخفض أكثر من الحقيقة لمدى نجاعة أدوية مثل الأملوديبين. ولقد أظهر بحث سريري أن لدى خافضات ضغط الدم المختفلة تأثيرات مختلفة على الضغط الأبهري المركزي وخضائص تدفق الدم، على الرغم من انها تنتج قراءات شبيهى في ضغط الدم الخيشومي. أظهرت الدراسة كذلك أن الضغط الأبهري المركزي يتنبأ بشكل أفضل النتيجة القلبية والوعائية والكلوية.